# Suède aux Jeux olympiques de 1896
L'équipe olympique de Suède, née de l'union politique de la Suède et de la Norvège, présente aux Jeux olympiques d'été de 1896 à Athènes était composée d'un seul athlète. Henrik Sjöberg a participé aux épreuves d'athlétisme et de gymnastique mais n'a pas remporté de médailles.

## Résultats

### Athlétisme
| Épreuve | Place | Athlète        | Série              | Finale  |
| ------- | ----- | -------------- | ------------------ | ------- |
| 100 m   | –     | Henrik Sjöberg | Pas d'informations | Éliminé |

| Épreuve          | Place | Athlète        | Série              | Finale |
| ---------------- | ----- | -------------- | ------------------ | ------ |
| Saut en longueur | –     | Henrik Sjöberg | Pas d'informations |        |
| Saut en hauteur  | 4e    | Henrik Sjöberg |                    | 1,60 m |
| Lancer du disque | –     | Henrik Sjöberg | Pas d'informations |        |

### Gymnastique
| Épreuve | Place | Gymnaste       |
| ------- | ----- | -------------- |
| -       | –     | Henrik Sjöberg |